# I Ču-sil
I Ču-sil (korejsky 이주실; 8. března 1944 Pučchon – 2. února 2025 Uidžongbu) byla jihokorejská filmová, televizní a divadelní herečka. Byla známá jako matka Hwang Jun-hoa v druhé řadě jihokorejského dystopického akčního thrilleru o přežití Hra na oliheň.
Svou hereckou kariéru začala v divadle v roce 1965. Na 24. ročníku Baeksang Arts Awards obdržela ocenění v kategorii Nejlepší divadelní herečka. V roce 2010 získala doktorát v oboru veřejného zdraví na univerzitě Wonkwang.
V roce 1993 jí byla diagnostikována rakovina prsu, ale o deset let později se vyléčila. Zemřela na rakovinu žaludku v rodinném domě v Uidžongbu 2. února 2025 ve věku 80 let; onemocnění jí bylo diagnostikováno o tři měsíce dříve.

## Filmografie
- A Single Spark (1995) – matka Tae-il
- The Uninvited (2003) – slečna Song
- Face (2004) – matka Hyun-min
- Blossom Again (2005) – matka In-young
- Running Wild (2006) – matka Do-young
- The City of Violence – matka Seok-hwan
- Hot for Teacher (2007) - ředitelka Nun
- Black House (2007) – zástupkyně ředitele
- Punch Lady (2007) – matka Ha-eun
- Le Grand Chef (2007) – matka Han
- Sunny (2008) – kmotra
- Antique (2008) – babička Jin-hyuk
- Hello, Schoolgirl (2008) – matka Laundromat
- The Sword with No Name (2009) – matka Ja-yeong'
- The Tower (2012) – paní Jung
- Commitment (2013) – Hwang Jeong-sook
- The Chosen: Forbidden Cave (2015) – matka Dol-soon
- O na-ŭi küsinnim (2015) – babička Bong-sun
- Tomorrow Victory (2015–2016) – Park Bok-soon
- Vlak do Pusanu (2016) – matka Seok-woo
- Chang-ok's Letter (2017) – Chang-ok
- Bad Thief, Good Thief (2017) – Kim Soon-Cheon
- Notebook from My Mother (2018) – Ae Ran
- Sunkist Family (2019) – babička
- Goo-hae-jwo (2019) – babička Sung Ho
- Mystic Pop-up Bar (2020) – Lee Kkeut Sun
- Voice (2021) – babička Park Eun Soo
- Nemocniční playlist (2021) – pacientka s nádorem na mozku
- The Witch's Diner (2021) – Lee Bok Nam
- Would You Like a Cup of Coffee? (2021) – slečna Hwang
- Happiness (2021) – Ji Sung-Sil
- It's Beautiful Now (2022) – Jung Mi-Young
- Divorce Attorney Shin (2023) – Yang Bok-sun
- The Good Bad Mother (2023) – kmotra Jung Gum-ja
- The Uncanny Counter (2020–2023) – Jang Choon Ok, babička So Moon
- Hra na oliheň (2024) – matka Hwang Jun-Ho